# U22-EM i volleyboll för damer 2024
U22-EM i volleyboll för damer 2024 spelades 1 till 6 juli 2024 i Copertino och Lecce, Italien. Det var den andra upplagan av tävlingen. I turneringen deltog åtta U22-damlandslag från CEV:s medlemsförbund. Italien vann tävlingen för andra gången (i rad) genom att besegra Serbien i finalen. Beatrice Gardini utsågs till mest värdefulla spelare medan Alexia Căruțașu (80) var främsta poängvinnare med 80 bollpoäng..

## Arenor
|                                                                           |                                                                 |  |
|                                                                           |                                                                 |  |
| Palestra San Giuseppe da Copertino Stad: Lecce Kapacitet: 1 500 Öppnad: ? | Palazzetto dello Sport Stad: Copertino Kapacitet: 500 Öppnad: ? |  |

## Regelverk

### Format
Turneringen bestod av två delar:
- Gruppspelsfas, där lagen delades in i två serier om fyra lag. Alla lag mötte alla andra lag i sin grupp en gång. De två främsta gick vidare till slutspel.
- Slutspelsrunda, som spelades som cupspel med semifinaler, match om tredjepris och final. Alla avgjordes genom en direkt avgörande match.

### Metod för att bestämma tabellplacering
Om slutresultatet blev 3-0 eller 3-1 tilldelades 3 poäng till det vinnande laget och 0 till det förlorande laget, om slutresultatet blev 3-2 tilldelades 2 poäng till det vinnande laget och 1 till det förlorande laget. 
L'ordine del posizionamento i classifica è definito i base a:
- Antal vunna matcher
- Poäng;
- Kvot vunna/förlorade set
- Kvot vunna/förlorade bollpoäng;
- Inbördes möten.

## Deltagande lag
| Lag          | Turnering              | Deltog senast |
| ------------ | ---------------------- | ------------- |
| Italien U22  | Värdland               | Italia 2022   |
| Lettland U22 | 2:a kval (bästa tvåor) | Debut         |
| Polen U22    | 1:a kval (grupp B)     | Italia 2022   |
| Portugal U22 | 1:a kval (grupp A)     | Debut         |
| Tjeckien U22 | 2:a kval (bästa tvåor) | Debut         |
| Serbien U22  | 1:a kval (grupp D)     | Italia 2022   |
| Turkiet U22  | 1:a kval (grupp C)     | Italia 2022   |
| Ukraina U22  | 2:a kval (bästa tvåor) | Italia 2022   |

## Turneringen

### Gruppspel
Gruppspelet lottades 18 januari 2024.
| Grupp I      | Grupp II     |
| ------------ | ------------ |
| Italien U22  | Polen U22    |
| Lettland U22 | Portugal U22 |
| Turkiet U22  | Tjeckien U22 |
| Ukraina U22  | Serbien U22  |

#### Grupp I

##### Resultat
| 1 juli 2024 Palestra da Copertino, Lecce Speltid: 1:10 - Åskådare: 200   | Ukraina U22  | 0 - 3 | Turkiet U22  | 21-25, 13-25, 18-25        |
| 1 juli 2024 Palestra da Copertino, Lecce Speltid: 1:04 - Åskådare: 510   | Italien U22  | 3 - 0 | Lettland U22 | 25-14, 25-12, 25-15        |
| 2 juli 2024 Palestra da Copertino, Lecce Speltid: 0:55 - Åskådare: 100   | Turkiet U22  | 3 - 0 | Lettland U22 | 25-13, 25-11, 25-11        |
| 2 juli 2024 Palestra da Copertino, Lecce Speltid: 1:06 - Åskådare: 475   | Ukraina U22  | 0 - 3 | Italien U22  | 16-25, 14-25, 14-25        |
| 3 juli 2024 Palestra da Copertino, Lecce Speltid: 1:46 - Åskådare: 100   | Lettland U22 | 1 - 3 | Ukraina U22  | 25-23, 26-28, 13-25, 21-25 |
| 3 juli 2024 Palestra da Copertino, Lecce Speltid: 1:26 - Åskådare: 1 122 | Turkiet U22  | 0 - 3 | Italien U22  | 24-26, 18-25, 25-27        |

##### Sluttabell
| Pos. | Lag          | Pt | G | V | P | VS | FS | Kvot  | VP  | FP  | Kvot  |
| ---- | ------------ | -- | - | - | - | -- | -- | ----- | --- | --- | ----- |
| 1.   | Italien U22  | 9  | 3 | 3 | 0 | 9  | 0  | MAX   | 228 | 152 | 1,500 |
| 2.   | Turkiet U22  | 6  | 3 | 2 | 1 | 6  | 3  | 2,000 | 217 | 165 | 1,315 |
| 3.   | Ukraina U22  | 3  | 3 | 1 | 2 | 3  | 7  | 0,429 | 197 | 235 | 0,838 |
| 4.   | Lettland U22 | 0  | 3 | 0 | 3 | 1  | 9  | 0,111 | 161 | 251 | 0,641 |

      Kvalificerade för semifinal.

#### Grupp II

##### Resultat
| 1 juli 2024 Palazzetto dello Sport, Copertino Speltid: 1:26 - Åskådare: 150 | Serbien U22  | 3 - 0 | Polen U22    | 26-24, 25-18, 29-27        |
| 1 juli 2024 Palazzetto dello Sport, Copertino Speltid: 1:48 - Åskådare: 270 | Portugal U22 | 1 - 3 | Tjeckien U22 | 23-25, 25-20, 19-25, 14-25 |
| 2 juli 2024 Palazzetto dello Sport, Copertino Speltid: 1:19 - Åskådare: 275 | Polen U22    | 3 - 0 | Tjeckien U22 | 25-17, 25-16, 25-21        |
| 2 juli 2024 Palazzetto dello Sport, Copertino Speltid: 1:10 - Åskådare: 70  | Serbien U22  | 3 - 0 | Portugal U22 | 25-16, 25-12, 25-19        |
| 3 juli 2024 Palazzetto dello Sport, Copertino Speltid: 1:16 - Åskådare: 180 | Tjeckien U22 | 0 - 3 | Serbien U22  | 17-25, 23-25, 21-25        |
| 3 juli 2024 Palazzetto dello Sport, Copertino Speltid: 1:35 - Åskådare: 410 | Polen U22    | 3 - 0 | Portugal U22 | 25-23, 27-25, 25-23        |

##### Sluttabell
| Pos. | Lag          | Pt | G | V | P | VS | FS | Kvot  | VP  | FP  | Kvot  |
| ---- | ------------ | -- | - | - | - | -- | -- | ----- | --- | --- | ----- |
| 1.   | Serbien U22  | 9  | 3 | 3 | 0 | 9  | 0  | MAX   | 230 | 177 | 1,299 |
| 2.   | Polen U22    | 6  | 3 | 2 | 1 | 6  | 3  | 2,000 | 221 | 205 | 1,078 |
| 3.   | Tjeckien U22 | 3  | 3 | 1 | 2 | 3  | 7  | 0,429 | 210 | 231 | 0,909 |
| 4.   | Portugal U22 | 0  | 3 | 0 | 3 | 1  | 9  | 0,111 | 199 | 247 | 0,806 |

      Kvalificerade för semifinal.

#### Spelschema
|  | Semifinaler | Semifinaler | Semifinaler |             |    | Final               | Final               | Final               |  |
|  |             |             |             |             |    |                     |                     |                     |  |
|  | 1I          | Italien U22 | 3           |             |    |                     |                     |                     |  |
|  | 1I          | Italien U22 | 3           |             |    |                     |                     |                     |  |
|  | 2II         | Polen U22   | 1           |             |    |                     |                     |                     |  |
|  | 2II         | Polen U22   | 1           |             | 1I | Italien U22         | 3                   |                     |  |
|  |             |             |             |             | 1I | Italien U22         | 3                   |                     |  |
|  |             |             | 1II         | Serbien U22 | 0  |                     |                     |                     |  |
|  | 1II         | Serbien U22 | 1II         | Serbien U22 | 0  | 3                   |                     |                     |  |
|  | 1II         | Serbien U22 |             |             |    | 3                   |                     |                     |  |
|  | 2I          | Turkiet U22 | 2           |             |    | Match om tredjepris | Match om tredjepris | Match om tredjepris |  |
|  | 2I          | Turkiet U22 | 2           |             |    |                     |                     |                     |  |
|  |             |             |             |             |    |                     |                     |                     |  |
|  |             |             |             |             |    | 2II                 | Polen U22           | 0                   |  |
|  |             |             |             |             |    | 2II                 | Polen U22           | 0                   |  |
|  |             |             |             |             |    | 2I                  | Turkiet U22         | 3                   |  |

#### Resultat

##### Semifinaler
| 5 juli 2024 Palestra da Copertino, Lecce Speltid: 1:45 - Åskådare: 875 | Italien U22 | 3 - 1 | Polen U22   | 25-22, 25-18, 16-25, 25-22        |
| 5 juli 2024 Palestra da Copertino, Lecce Speltid: 1:57 - Åskådare: 350 | Serbien U22 | 3 - 2 | Turkiet U22 | 25-20, 25-23, 20-25, 17-25, 15-10 |

##### Match om tredjepris
| 6 juli 2024 Palestra da Copertino, Lecce Speltid: 1:13 - Åskådare: 340 | Polen U22 | 0 - 3 | Turkiet U22 | 16-25, 23-25, 17-25 |

##### Final
| 6 juli 2024 Palestra da Copertino, Lecce Speltid: 1:20 - Åskådare: 998 | Italien U22 | 3 - 0 | Serbien U22 | 26-24, 25-18, 25-23 |

## Slutplaceringar
| Pos | Lag          |
| --- | ------------ |
|     | Italien U22  |
|     | Serbien U22  |
|     | Turkiet U22  |
| 4.  | Polen U22    |
| 5.  | Tjeckien U22 |
| 6.  | Ukraina U22  |
| 7.  | Portugal U22 |
| 8.  | Lettland U22 |

## Individuella utmärkelser
| Utmärkelse              | Namn             | Lag         |
| ----------------------- | ---------------- | ----------- |
| Mest värdefulla spelare | Beatrice Gardini | Italien U22 |
| Bästa passare           | Chidera Eze      | Italien U22 |
| Bästa högerspiker       | Alexia Căruțașu  | Turkiet U22 |
| Bästa vänsterspiker     | Branka Tica      | Serbien U22 |
| Bästa vänsterspiker     | Beatrice Gardini | Italien U22 |
| Bästa center            | Katja Eckl       | Italien U22 |
| Bästa center            | Iva Šućurović    | Serbien U22 |
| Bästa libero            | Selin Adalı      | Turkiet U22 |

## Statistik
| Vunna poäng | Vunna poäng           | Vunna poäng | Vunna poäng |
| Pos.        | Namn                  | Poäng       | Lag         |
| ----------- | --------------------- | ----------- | ----------- |
| 1           | Alexia Căruțașu       | 80          | Turkiet U22 |
| 2           | Beatrice Gardini      | 65          | Italien U22 |
| 3           | Melisa Bükmen         | 62          | Turkiet U22 |
| 4           | Karolina Staniszewska | 59          | Polen U22   |
| 5           | Anna Fiedorowicz      | 57          | Polen U22   |
| 5           | Stella Nervini        | 57          | Italien U22 |

| Vunna attacker | Vunna attacker        | Vunna attacker | Vunna attacker |
| Pos.           | Namn                  | Poäng          | Lag            |
| -------------- | --------------------- | -------------- | -------------- |
| 1              | Alexia Căruțașu       | 54             | Turkiet U22    |
| 2              | Melisa Bükmen         | 51             | Turkiet U22    |
| 3              | Anna Adelusi          | 49             | Italien U22    |
| 3              | Karolina Staniszewska | 49             | Polen U22      |
| 5              | Anna Fiedorowicz      | 48             | Polen U22      |
| 5              | Beatrice Gardini      | 48             | Italien U22    |

| Vunna block | Vunna block         | Vunna block | Vunna block  |
| Pos.        | Namn                | Poäng       | Lag          |
| ----------- | ------------------- | ----------- | ------------ |
| 1           | Natalia Kecher      | 15          | Polen U22    |
| 2           | Dilay Özdemir       | 13          | Turkiet U22  |
| 3           | Katja Eckl          | 12          | Italien U22  |
| 4           | Lucie Blažková      | 11          | Tjeckien U22 |
| 4           | Dominika Pierzchała | 11          | Polen U22    |

| Serveess | Serveess         | Serveess | Serveess    |
| Pos.     | Namn             | Poäng    | Lag         |
| -------- | ---------------- | -------- | ----------- |
| 1        | Alexia Căruțașu  | 16       | Turkiet U22 |
| 2        | Dilay Özdemir    | 11       | Turkiet U22 |
| 3        | Beatrice Gardini | 10       | Italien U22 |
| 4        | Katja Eckl       | 9        | Italien U22 |
| 4        | Stella Nervini   | 9        | Italien U22 |